# Гудков, Леонид Сергеевич
Леонид Сергеевич Гудков (1 августа 1898, с. Видлица, Олонецкий уезд, Олонецкая губерния, Российская империя  — 5 ноября 1978, Ленинград, СССР) — советский военачальник, генерал-майор артиллерии (16.05.1944).

## Биография
Родился 1 августа 1898 года. В 1912 году окончил частную гимназию Эбелинга в Петрограде. В 1914 года поступил в Петроградское техническое железнодорожное училище, по окончании которого с сентября по декабрь 1916 года работал чертежником в «Обществе электропросвещения 1886 г.» в Петрограде.

### Военная служба

#### Первая мировая война и революция
В Первую мировую войну досрочно призван на военную службу 25 декабря 1916 года и зачислен в звании рядового в 6-й запасной саперный батальон, где прослужил до сентября 1917 года. В период Октябрьской революции совместно с красногвардейскими отрядами принимал участие в штурме Зимнего дворца. В ноябре 1917 года добровольно вступил в 1-й боевой партизанский отряд Союза Коммунистической молодежи Нарвско-Петергофского района. Участвовал с ним в боях с немецкими войсками под Псковом и Нарвой.

#### Гражданская и советско-польская война
В марте 1918 года Гудков поступил на 1-е Петроградские советские командные артиллерийские курсы, после которых в декабре оставлен на них командиром взвода. В марте 1919 года направлен в морскую крепость Кронштадт на должность командира плутонга тяжелой 11-дюймовой батареи 2-го дивизиона (форт Обручев). Позже был переведен в 18-ю стрелковую дивизию на должность командира взвода 3-й противосамолетной батареи. В ее составе принимал участие в боях против английских интервентов и белогвардейских войск Временного правительства Северной области генерала Е. К. Миллера. С февраля по сентябрь 1920 года находился на учебе в Высшей артиллерийской школе комсостава, по ее окончании назначен командиром конногорной батареи 57-й стрелковой дивизии. Воевал с ней против белополяков на Западном фронте. С мая по сентябрь 1921 года служил топографом в штабе 16-й армии Западного фронта, затем командовал батареей 3-го легкого артиллерийского дивизиона 8-й стрелковой дивизии в городе Бобруйск.

#### Межвоенные годы
В послевоенный период Гудков продолжал служить командиром батареи в 8-й стрелковой дивизии. В октябре 1923 года направлен в Отдельную Кавказскую армию на должность командира батареи 1-го легкого артиллерийского дивизиона 1-й стрелковой дивизии в городе Кутаиси. С ноября исполнял должность начальника артиллерийской школы младшего комсостава при артиллерийском полку 2-й Кавказской стрелковой дивизии им. А. К. Степина в городе Баку. В том же месяце был откомандирован на курсы при Высшей тактико-стрелковой школе комсостава РККА им. III Коминтерна, по окончании которых вернулся на прежнюю должность. С июня 1926 года командовал батареей и дивизионом в 9-м Кавказском стрелковом полку 3-й Кавказской стрелковой дивизии ОККА в городе Манглис, с октября 1929 года — дивизионом в 8-м стрелковом полку в городе Ленинакан. В 1930 году участвовал в подавлении антисоветского восстания в районе Норашена и Нахичевани. В августе 1931 года Гудков переведен командиром учебного артиллерийского дивизиона в 3-й артиллерийский полк в город Баку, затем был помощником командира полка по хозяйственной части. В январе 1935 года назначен начальником штаба 193-го артиллерийского полка 3-й бригады ПВО ККА в городе Баку. С июля 1937 года был начальником полковой школы 190-го артиллерийского полка этой бригады ЗакВО, а с октября вступил в командование 193-м зенитным артиллерийским полком в составе 3-го корпуса ПВО в г. Баку. С марта 1939 года — врид начальника артиллерийского цикла, а с января 1940 года — руководителя артиллерии Горьковского училища зенитной артиллерии им. В. М. Молотова. Член ВКП(б) с апреля 1940 года.

#### Великая Отечественная война
С началом войны полковник Гудков назначен командующим Великолукским бригадным районом ПВО. В августе переведен на должность руководителя артиллерии Омского училища зенитной артиллерии.
В июне 1942 года направлен в действующую армию на должность начальника отдела ПВО 8-й резервной армии. В конце августа она была переименована в 66-ю армию и в составе Сталинградского (с 30 сентября 1942 г. Донского) фронта участвовала в Сталинградской битве. В середине марта 1943 года армия была передана Резервному фронту. За отличия в боях под Сталинградом она была переименована в 5-ю гвардейскую. С 10 июля 1943 года она была переподчинена Воронежскому фронту и участвовала в Курской битве, в оборонительных сражениях и Белгородско-Харьковской наступательной операции.
В августе полковник Гудков назначен командиром 21-й зенитной артиллерийской дивизии РГК. С 29 октября ее части в составе войск 38-й армии 1-го Украинского фронта вели бои за расширение плацдарма на правом берегу реки Днепр, в ходе Киевской наступательной операции в начале ноября принимали участие в освобождении столицы Украины — город Киев. 6 ноября 1943 года ей было присвоено почетное наименование «Киевская».
30 января 1944 года полковник Гудков был допущен к исполнению должности командира 37-й зенитной артиллерийской дивизии РГК. Участвовал с ней в Ровно-Луцкой и Проскуровско-Черновицкой наступательных операциях, в освобождении городов Ровно, Луцк, Дубно. В ходе Львовско-Сандомирской наступательной операции части дивизии успешно вели бои за Львов и в районе Коломыя, за что ей было присвоено наименование «Львовская». В 1945 года дивизия действовала в составе 21-й армии. Участвовала в Сандомирско-Силезской наступательной операции, в боях за овладение Южной Силезией и центром Домбровского угольного бассейна — городом Катовице, в форсировании реки Одер и боях юго-восточнее города Бреслау. Закончила войну дивизия в Пражской наступательной операции.
За время войны комдив Гудков был трижды персонально упомянут в благодарственных в приказах Верховного Главнокомандующего.

#### Послевоенное время
После войны генерал-майор артиллерии Гудков продолжал командовать этой дивизией. С февраля по октябрь 1947 года проходил переподготовку на Высших академических артиллерийских курсах при Артиллерийской академии им. Ф. Э. Дзержинского, по окончании которых назначен начальником 4-го отдела Управления боевой подготовки артиллерии ВС СССР. В августе 1948 года переведен на должность начальника 3-го отдела ПВО Оперативного управления Главного штаба Сухопутных войск. С мая 1950 года назначен заместителем командующего артиллерией ЦГВ по зенитной артиллерии, с июня 1953 года — заместитель командующего артиллерией этой группы войск. С марта 1954 года исполнял должность заместителя командующего артиллерией по зенитной артиллерии ЛВО. 12 января 1956 года гвардии генерал-майор артиллерии Гудков уволен в запас.
Скончался 5 ноября 1978 года, похоронен на Северном кладбище Ленинграда (Санкт-Петербурга)

## Награды
СССР
- орден Ленина (21.02.1945)[5][6]
- четыре ордена Красного Знамени (27.09.1944[7], 03.11.1944[6][8], 11.04.1945[9], 24.06.1948[6])
- два ордена Богдана Хмельницкого II степени (21.06.1944[10], 29.05.1945[11])
- орден Красной Звезды (26.05.1943)[12]
  - медали в том числе:
  - «XX лет Рабоче-Крестьянской Красной Армии» (1938)
  - «За оборону Сталинграда» (1943)
  - «За победу над Германией в Великой Отечественной войне 1941—1945 гг.» (1945)
  - «За освобождение Праги» (1945)

Приказы (благодарности) Верховного Главнокомандующего в которых отмечен Л. С. Гудков.
- За овладение столицей Советской Украины городом Киев — крупнейшим промышленным центром и важнейшим стратегическим узлом обороны немцев на правом берегу Днепра. 6 ноября 1943 года № 37.
- За овладение центром Домбровского угольного района городом Катовице, городами Семяновиц, Крулевска Гута (Кенигсхютте), Миколув (Николаи). Захват в немецкой Силезии крупного промышленного центра города Беутен и завершение тем самым полного очищения от противника Домбровского угольного района и южной части промышленного района немецкой Верхней Силезии. 28 января 1945 года. № 261.
- За форсирование реки Одер юго-восточнее города Бреслау (Бреславль), прорыв сильно укрепленной долговременной обороны немцев на западном берегу реки и овладение городами Олау, Бриг, Томаскирх, Гротткау, Левен и Шургаст — важными узлами коммуникаций и сильными опорными пунктами обороны немцев на западном берегу Одера. 6 февраля 1945 года. № 270.

Других государств
- медаль «Заслуженным на поле Славы» (ПНР)
- медаль «Победы и Свободы» (ПНР)
- медаль «За Одру, Нису и Балтику» (ПНР)